# Єсаулов Артем Михайлович
Єсаулов Артем Михайлович (нар. 14 травня 1997) — український футболіст, півзахисник «Локомотив» Київ.

## Ігрова кар'єра
У липня 2023 року підписав контракт з професійним клубом «Локомотив» (Київ), який бере участь у матчах Другої ліги України з футболу.